# Magadenovac
Magadenovac je općina u Hrvatskoj. Nalazi se u Osječko-baranjskoj županiji.

## Zemljopis
Magadenovac nalazi se na 97 metara nadmorske visine u nizini istočnohrvatske ravnice. Selo se nalazi na državnoj cesti D53 Našice  - Donji Miholjac. Pripadajući poštanski broj je 31542 Magadenovac, telefonski pozivni 031 i registarska pločica vozila NA (Našice). Površina katastarske jedinice naselja Magadenovac je 4,43 km·102.

## Stanovništvo
Prema popisu stanovništva iz 2011. godine u općini Magadenovac živi 1.936 stanovnika raspoređenih u šest naselja:
- Beničanci
- Lacići
- Kućanci
- Magadenovac
- Malinovac
- Šljivoševci

| broj stanovnika | 3022  | 2962  | 2891  | 3138  | 3667  | 3756  | 3580  | 3923  | 3875  | 4168  | 4091  | 3361  | 2802  | 2432  | 2239  | 1936  | 1579  |
|                 | 1857. | 1869. | 1880. | 1890. | 1900. | 1910. | 1921. | 1931. | 1948. | 1953. | 1961. | 1971. | 1981. | 1991. | 2001. | 2011. | 2021. |

| broj stanovnika |       |       |       |       |       | 9     | 21    | 46    | 77    | 91    | 99    | 107   | 118   | 106   | 105   | 109   | 96    |
|                 | 1857. | 1869. | 1880. | 1890. | 1900. | 1910. | 1921. | 1931. | 1948. | 1953. | 1961. | 1971. | 1981. | 1991. | 2001. | 2011. | 2021. |

Nastalo 1981. izdvajanjem dijela naselja Beničanci, dijela naselja Golinci, grad Donji Miholjac, i dijela područja naselja Šljivoševci. U 1971. dio podataka sadržan je u naselju Golinci, dok je dio podataka do 1971. sadržan u naselju Šljivoševci.

## Crkva
U selu se nalazi rimokatolička crkva Sv. Ivana Krstitelja koja pripada katoličkoj župi Sv. Grgura Velikog Pape u Šljivoševcima i donjomiholjačkom dekanatu Đakovačko-osječke nadbiskupije. Crkveni god ili kirvaj slavi se 24. lipnja.

## Obrazovanje
U selu se nalazi Osnovna škola Matija Gubec.

## Ostalo
- Lovačko društvo "Sokol" Magadenovac
- Vatrogasna zajednica Općine Magadenovac
- Udruga udomitelja djece, starih i nemoćnih osoba Osječko-baranjske županije "Ljubav" Magadenovac
- Matica umirovljenika udruga Magadenovac
- Udruga mladih "Garfield" Magadenovac

## Vanjske poveznice
- http://www.magadenovac.hr/
- http://os-mgubec-magadenovac.skole.hr/  Arhivirana inačica izvorne stranice od 1. veljače 2014. (Wayback Machine)